# James Wilby (zwemmer)
James Wilby (12 november 1993) is een Britse zwemmer.

## Carrière
Bij zijn internationale debuut, op de Gemenebestspelen 2014 in Glasgow, eindigde Wilby als zesde op de 200 meter schoolslag, als zevende op de 100 meter schoolslag en werd hij uitgeschakeld in de halve finales van de 50 meter schoolslag. Op de 4×100 meter wisselslag zwom hij samen met Liam Tancock, James Guy en James Disney-May in de series, in de finale legden Chris Walker-Hebborn, Adam Peaty, Adam Barrett en Adam Brown beslag op de gouden medaille. Voor zijn aandeel in de series ontving Wilby eveneens de gouden medaille.
Op de wereldkampioenschappen zwemmen 2017 in Boedapest strandde de Brit in de series van de 200 meter schoolslag.
Tijdens de Gemenebestspelen 2018 in Gold Coast veroverde hij de gouden medaille op de 200 meter schoolslag, de zilveren medaille op de 100 meter schoolslag en de bronzen medaille op de 50 meter schoolslag. Samen met Elliott Clogg, Jacob Peters en David Cumberlidge zwom hij in de series van de 4×100 meter wisselslag, in de finale sleepten Luke Greenbank, Adam Peaty, James Guy en Benjamin Proud de zilveren medaille in de wacht. Voor zijn inspanningen in de series werd Wilby beloond met de zilveren medaille. In Glasgow nam Wilby deel aan de Europese kampioenschappen zwemmen 2018. Op dit toernooi behaalde hij de zilveren medaille op zowel de 100 als de 200 meter schoolslag, op de 50 meter schoolslag werd hij uitgeschakeld in de series. Op de 4×100 meter wisselslag zwom hij samen met Brodie Williams, Jacob Peters en Duncan Scott in de series, in de finale legde Scott samen met Nicholas Pyle, Adam Peaty en James Guy beslag op de Europese titel. Voor zijn aandeel in de series ontving Wilby eveneens de gouden medaille.
Op de wereldkampioenschappen zwemmen 2019 in Gwangju veroverde de Brit de zilveren medaille op de 100 meter schoolslag, daarnaast strandde hij in de halve finales van de 200 meter schoolslag. Samen met Luke Greenbank, James Guy en Duncan Scott zwom hij in de series van de 4×100 meter wisselslag, in de finale werden Greenbank, Guy en Scott samen met Adam Peaty wereldkampioen. Op de 4×100 meter wisselslag gemengd zwom hij samen met Georgia Davies, James Guy en Freya Anderson in de series, in de finale sleepten Davies, Guy en Anderson samen met Adam Peaty de bronzen medaille in de wacht. Voor zijn inspanningen in de series van beide estafettes werd Wilby beloond met een gouden en een bronzen medaille.

## Internationale toernooien
| Jaar | Olympische Spelen | WK langebaan | WK kortebaan  | EK langebaan                                                                                              | EK kortebaan  | Gemenebestspelen                                                                                              |
| ---- | ----------------- | --- | ------------- | --- | ------------- | --- |
| 2014 |                   | | geen deelname | geen deelname                                                                                             |               | 11e 50m schoolslag · 7e 100m schoolslag · 6e 200m schoolslag · 4×100m wisselslag · Wilby zwom enkel de series |
| 2015 |                   | geen deelname |               | | geen deelname | |
| 2016 | geen deelname     | | geen deelname | geen deelname                                                                                             |               | |
| 2017 |                   | 18e 200m schoolslag |               | | geen deelname | |
| 2018 |                   | | geen deelname | serie 50m schoolslag · 100m schoolslag · 200m schoolslag · 4×100m wisselslag · Wilby zwom enkel de series |               | 50m schoolslag · 100m schoolslag · 200m schoolslag · 4×100m wisselslag · Wilby zwom enkel de series           |
| 2019 |                   | 100m schoolslag · 12e 200m schoolslag · 4×100m wisselslag · Wilby zwom enkel de series · 4×100m wisselslag gemengd · Wilby zwom enkel de series |               | | 4-8 december  | |

## Persoonlijke records
Bijgewerkt tot en met 22 juli 2019
Kortebaan
| Afstand         | Tijd    | Datum            | Plaats    |
| --------------- | ------- | ---------------- | --------- |
| 50m schoolslag  | 26,61   | 14 december 2018 | Sheffield |
| 100m schoolslag | 57,61   | 15 december 2018 | Sheffield |
| 200m schoolslag | 2.06,45 | 16 december 2018 | Sheffield |

Langebaan
| Afstand         | Tijd    | Datum         | Plaats  |
| --------------- | ------- | ------------- | ------- |
| 50m schoolslag  | 27,20   | 17 april 2019 | Glasgow |
| 100m schoolslag | 58,46   | 22 juli 2019  | Gwangju |
| 200m schoolslag | 2.07,49 | 19 april 2019 | Glasgow |